# ご当地映画
ご当地映画（ごとうちえいが）は、ある特定の地域を主要な舞台にしてドラマが展開していく映画作品を指す。

## 概要
『二十四の瞳』(香川県)、『祭りの準備』(高知県)、『アイコ十六歳』(愛知県)、大林宣彦の尾道三部作(広島県)などのようにいわゆる地方を舞台とした映画作品は、古くから多数存在している。通常、その地域を舞台とし、実際に撮影が行われた作品が「ご当地映画」と呼ばれる。複数の都市を舞台とした場合でも、同一県内若しくは近隣市町村など狭い地域が舞台の場合は｢ご当地映画｣と呼ばれるが、舞台が広範囲になると｢ロードムービー」と呼ばれることがあり、その境界は明確ではない。
また、作品の舞台として特定の地域が設定されていながら実際にはその土地での撮影が行なわれていない場合や、他の地域や架空の地域を舞台とした設定しているがその撮影が特定の地域で行われた場合についても、ご当地映画として町おこし等に利用される場合がある。
21世紀以降、行政・市民有志・企業など地方側が主体的に動いてプロモーションとして「ご当地映画」を企画製作する事が増えている。このような場合、地方側は配給業務など映画ビジネスや宣伝に関するノウハウに乏しいため、多くの場合は映画会社・民放局・広告代理店などと組むことが多いが、一部はそれらとは組まずに自主映画の形態をとる事もある。ご当地映画には、ドラマとしての作りが粗雑で安易な観光スポット案内の域を出ないものもあるが、その土地の風土に密着した完成度の高い作品も存在する。また、近年ではその土地が抱える経済問題などマイナスの側面を描いた「問題提起」型の作品も、少数ではあるが登場している。
2001年12月に施行された文化芸術振興基本法（現文化芸術基本法）、それを受けた文化庁の地域主導の映画製作について助成等の動きに反応して、各地方公共団体がフィルム・コミッション等の設立・運営、および当該組織を通じて「ご当地映画」づくりへの意欲が高まっている。また地方を舞台としたアニメーション映画が｢ご当地アニメ」として注目されることもある。
2020年代には一定の需要があるためご当地映画ばかりを撮る監督も存在する。
研究はほとんど行われておらず、柳下毅一郎が紹介している程度とされる。柳下は「申し上げたいのは、あなたが映画を依頼しようとしている相手は大林宣彦ではないのだ、ということである。いまだに大林宣彦と尾道の成功物語にとらわれ、町おこし映画に夢をかけてしまう人は尽きない。いいかげん夢からさめて、ぼくの仕事を減らしてもらいたい」などと警鐘を鳴らしている。
公費から補助金が投入されることもあるが、自治体側の要求を満たしていないなどのトラブルが発生した事例もある。